# Nadia Lauro
Nadia Lauro est une scénographe et plasticienne française. Elle développe son travail dans la danse contemporaine, l'architecture du paysage, le design et la mode.

## Parcours professionnel
Nadia Lauro collabore en tant que scénographe mai aussi metteuse en scène avec des chorégraphes. Elle collabore notamment avec les chorégraphes Vera Mantero, Benoît Lachambre, Frans Poesltra, Barbara Kraus, Latifa Laâbissi et Jennifer Lacey.
Elle conçoit des espaces scénarisés, mais également les costumes, les environnements, les installations visuelles, les architectures vivantes. La collaboration entre le chorégraphe et la scénographe se fait au cours du processus de création.
Au fil des projets, Nadia Lauro perturbe et déjoue les attentes, déplace des habitudes, détourne les thèmes, vient troubler les perceptions pour faire émerger un regard nouveau chez le spectateur.

## Danse contemporaine
En 2001, Nadia Lauro crée les costumes et l’environnement de Not to Know, projet chorégraphique du chorégraphe québécois Benoît Lachambre.
Nadia Lauro signe les scénographies des pièces de Latifa Laâbissi ; en 2006 Self Portrait Camouflage, en 2010 Loredreamsong et en 2013 Adieu et merci.
Nadia Lauro rencontre la chorégraphe Antonija Livingstone. En 2012 , elles créent ensemble une première pièce Fée. En 2016, elles signent Études hérétiques 1-7, création hors catégorie. Il s'agit d'une installation performance, sorte de rituel contemporain où  vanniers, archivistes, amazones, masseurs d’oreilles et un gastéropode nommé Winnipeg Monbijou partenaire inédit de la chorégraphe, se rencontrent. Trois grandes sculptures en aluminium comme des livres ouverts sont disposées sur le sol recouverts d’une moquette turquoise pastel. Une rangée de huit cloches helvétiques forme une ligne diagonale et sépare l'espace en deux. Au milieu de l’espace deux coquillages blanc en spirale sont posés simplement au sol.
Avec Fanny de Chaillé, elle crée les scénographies de Je suis un metteur en scène japonais en 2011, Le groupe en 2014 et Chut en 2015.
Avec la danseuse et chorégraphe américaine Jennifer Lacey, elle crée les scénographies pour $Shot en 2000, This is an Epic en 2003 et  Les assistantes en 2008.
Nadia Lauro réalise la scénographie pour la pièce Augures d'Emmanuelle Huynh en 2012. Pour cette pièce, la scénographie est constituée d'un tapis de scène anamorphique qui produise une illusion de relief accidenté. Le spectateur est déstabilisé, il hésite entre le relief plan et apaisé des gradins ou au contraire celui vallonné et chahuté du plateau.
Pour la pièce de Fanny de Chaillé, Chut, la plasticienne Nadia Lauro dispose à nouveau un tapis de scène anamorphique provoquant des illusions de relief.

## Architecture du paysage
En 1998, elle fonde avec l’architecte Laurence Crémel Squash Cake Bureau. Nadia Lauro crée des aménagements paysagers et du mobilier urbain. Elle conçoit également les installations et performances en Europe, au Japon et en Corée.
Pour La Coureuse, installation paysagère pour le festival Lausanne-Jardins en 2005, Nadia Lauro propose une course de légumes. Sur toute la longueur d’une parcelle de terrain, dix fils tendus tels dix lignes d’eau d’une piscine olympique, les concurrents sont des plants de haricots d’Espagne, plantés dans dix bacs qui s’affrontent dans une compétition végétale. Autour du terrain, deux chaises d’arbitre et des sièges sont disposés.

## Mode
Nadia Lauro crée la scénographie du défilé haute-couture John Galliano pour Christian Dior. Elle imagine, en lien avec l’architecture de l’Orangerie de Versailles, un podium ondulé de 150 mètres de long recouvert de tapis d’eau où les modèles défilent. Ce podium a une aura une incidence sur les corps et modifie la démarche des modèles.

## Scénographies/Performances
- $Shot, pièce chorégraphique, Jennifer Lacey, conception visuelle Nadia Lauro, 2000
- If youhaven't told everything, where does it go?, installation performance, Ami Gramon, Nadia Lauro, 2000
- Les coureuses, performance Laurence Crémel, Nadia Lauro, Lausanne 2004
- Touch and Co, scénographie paysagère, Laurence Crémel, Nadia Lauro, Chamarande, 2004
- Châteaux de France, conception  Jennifer Lacey et Nadia Lauro, 2001
- I hear voices, installation performance, conception mise en scène Nadia Lauro, chorégraphie Latifa Laâbissi , 2006
- Le voyage intérieur, exposition, commissaire Alixis Vaillant, scénographie Nadia Lauro, 2005
- MHMMMMM, pièce chorégraphique, Jennifer Lacey, conception Nadia Lauro, 2005
- Self portrait camouflage, scénograhie Nadia Lauro, chorégraphie Latifa Laâbissi , 2006
- Tu montes, performance environnemental, Nadia Lauro
- La dent creuse, installation paysagère, Laurence Crémel, Nadia Lauro, Barr, 2002
- Histoire par celui qui la raconte, scénographie Nadia Lauro, chorégraphie Latifa Laâbissi , 2008
- Les assistantes, pièce chorégraphique, Jennifer Lacey et Nadia Lauro, 2008
- Shimba le vol de l'âme, chorégraphie Emmanuelle Huynh, scénographie Nadia Lauro 2011
- Augures, chorégraphie Emmanuelle Huynh, scénographie Nadia Lauro 2012
- La clairière, proposition Fanny de Chaillé et Nadia Lauro, centre Pompidou, 2013
- Chut, chorégraphie Fanny de Chaillé, scénographie Nadia Lauro, 2015

## Prix et distinctions
- The Bessies 2000, New York Dance and Performance, pour la conception visuelle de $Shot, pièce chorégraphique de Jennifer Lacey[7]